# Akkád Birodalom

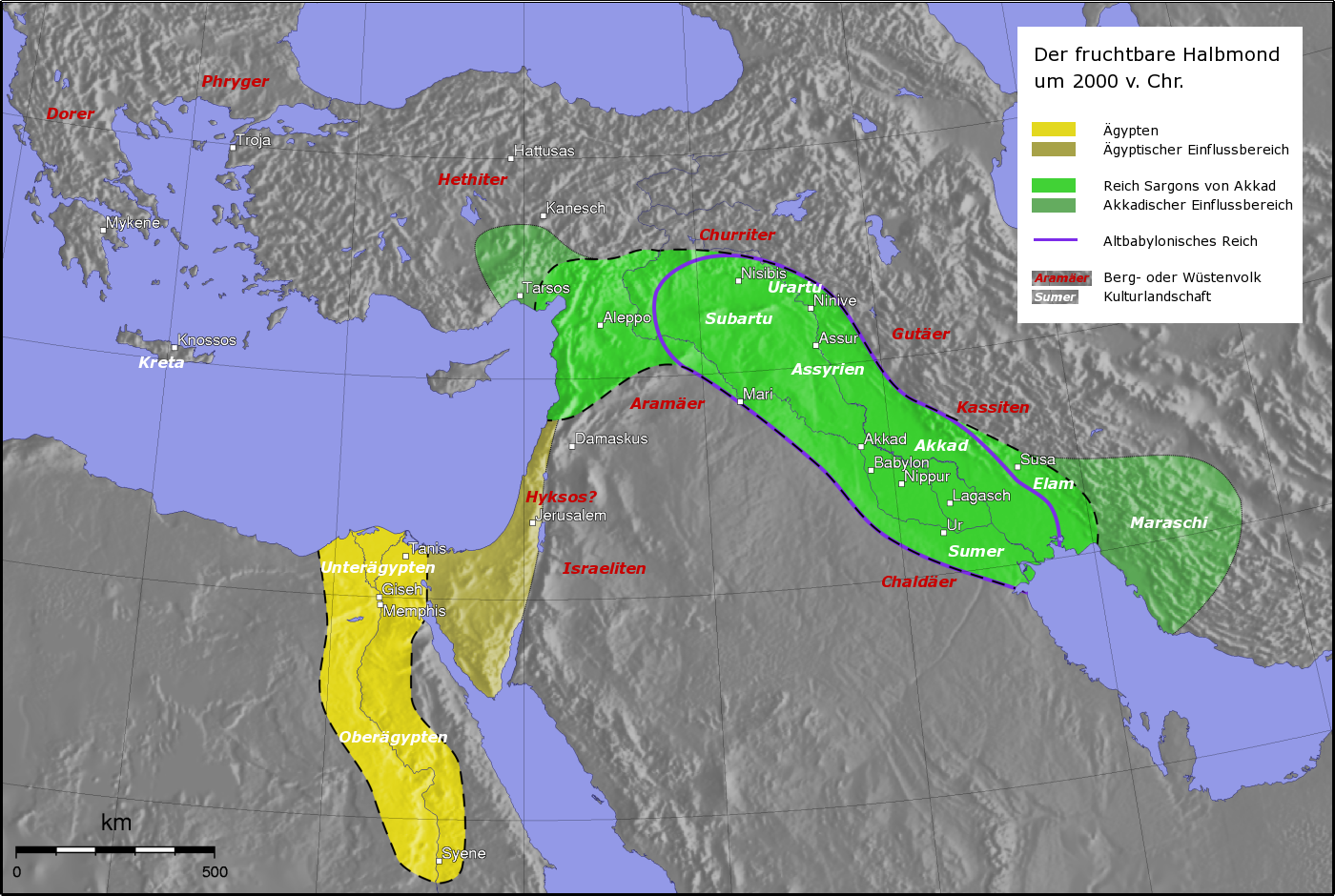
Az Akkád Birodalom i. e. 2000 körül

Az Akkád Birodalom a sumer területektől északra helyezkedett el, melynek központja Akkád város volt, Kis és Babilon közelében, melyet a sumer királylista szerint Sarrukín alapított. Akkád pontos helye nem ismeretes. Neve először az agadei dinasztiának a felirataiban tűnt fel. Az akkádok szinte egy időben telepedtek le a Tigris és az Eufrátesz folyók közti síkságra. Hamarosan városállamokat hoztak létre, majd  Sarrukín, Agade (jelentése sumer nyelven "tűzkorona, tűzkoszorú") város királya, a dinasztia alapítója sorra hódította meg a többi akkád várost, végül leigázta a sumer területeket is. Ezzel i. e. 2350 táján létrejött a világtörténelem első ismert birodalma.

## Sarrukín

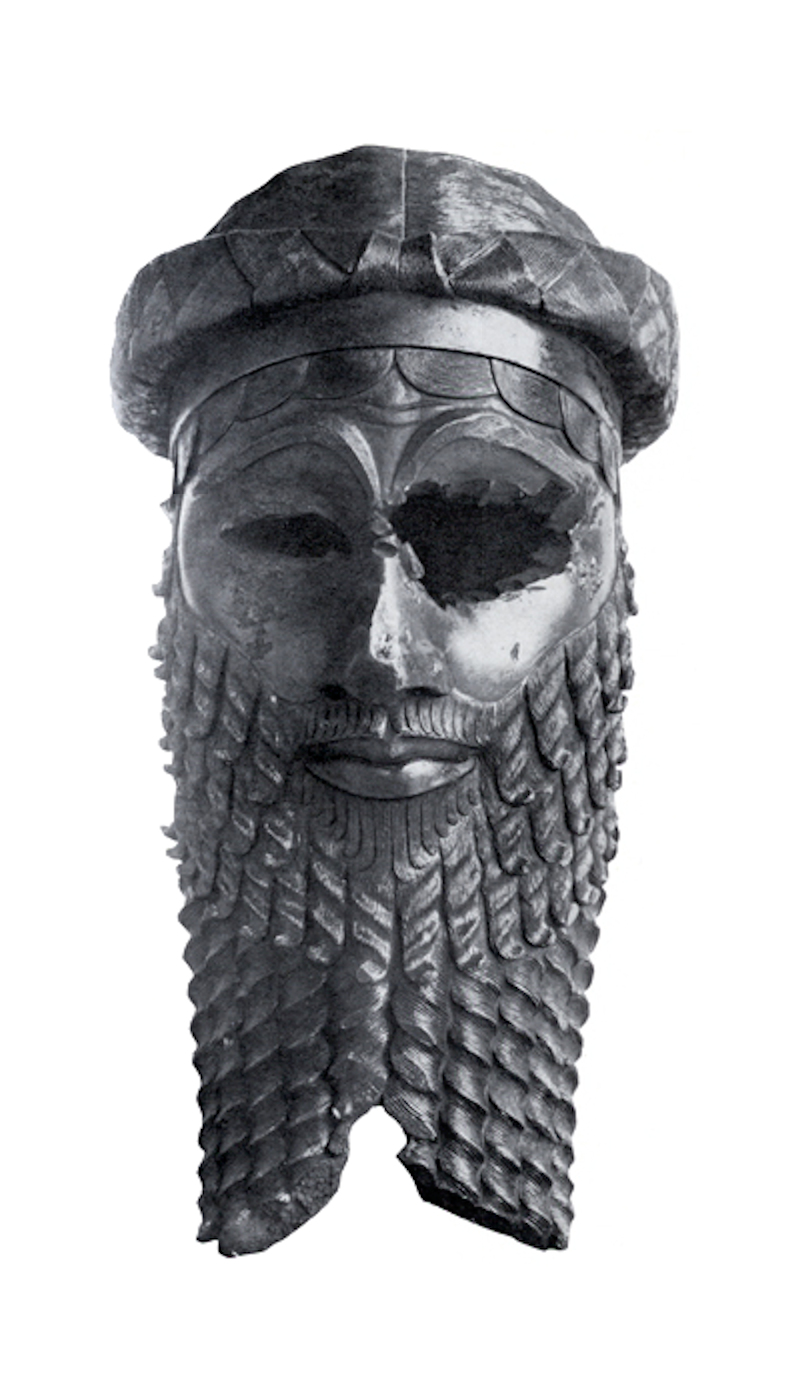
Sarrukin vagy Naram-Szín

Az i. e. 2350 körül Sarrukín által alapított Akkád Birodalom létrejötte döntő politikai változást hozott Mezopotámiában. A sémi származású és eredetileg az udvarnál hivatalt betöltő Sarrukín eleinte Kis királyát támogatta, majd saját fejedelemséget alapított, melynek fővárosa Akkád volt. E város lett Sarrukín további törekvéseinek bázisa. I. e. 2330 körül letaszítja Kis uralkodóját a trónról, majd az ummai Lugalzageszi felett aratott győzelem (Lugalzageszit foglyul ejti és elrettentésül bilincsben végighurcoltatja Agadéban) és Dél-Mezopotámia meghódítása után észak és nyugat felé fordul, hogy birodalmát egészen a Földközi-tengerig terjessze ki. Sarrukín hadjáratai során el is jutott a Földközi-tengerig és az Amanus-hegységig, délen és keleten pedig a Perzsa-öbölig és Elámig. Elám élére egy vazallusát állította. Bár a tartósan ellenőrzése alatt álló terület jóval kisebb lehetett, az agadei dinasztiával az ókori Mezopotámia történetében először jött létre egy nagy területek felett ellenőrzést gyakorló központosított hatalom, amely újdonság az addig városállamokba szerveződő térségben.
Sarrukín és utódainak hódító törekvései főleg gazdasági okokkal magyarázhatók: Mezopotámiában hiányoznak az olyan nyersanyagok, mint a fa és fém, melyeket más területekről, például Libanonból kell importálni. A meghódított népek társadalmi szerkezete változatlan marad, csak a felső szintű államigazgatás kerül a királyi család tagjainak vagy más magas rangú akkád polgárnak a kezébe. Emellett szilárd katonai szervezet gondoskodik a kereskedelem, valamint az adó- és vámügyek lebonyolításáról. A Perzsa-öblön keresztül zajló kereskedelmet Akkád monopolizálta. Az akkád birodalom egészét maga a király kormányozta. Ez a monarchikus szerkezet, ami ráadásul az uralkodó istenítéséhez is vezet, a sumer korszakhoz képest - amikor a tekintély hordozói a templom és a városállam voltak - mélyreható változást jelent.
Sarrukín a négy világtáj urának kiáltotta ki magát. Nevének jelentése az igaz, vagy törvényes király amiből felmerül az a gyanú, hogy trónfosztó volt. (Ókori keleti történeti chrestomathia 99. oldal). „Sarrukín vagyok, az erős király, Agade királya. Enitum az anyám; apám nem ismertem. Apám testvérei a hegyet szeretik. Városom Azupiranu, mely Purattu partján fekszik. Enitum, anyám fogant engem, megszült engem titokban, sásból való kosárba helyezett, szurokkal zárta le kosaram fedelét, a folyóba vetett engem, mely nem lepett el, elsodort engem a folyó, Akkihoz, a vízkimerítőhöz vitt. Akki, a vízkimerítő kiemelt, mikor vedrét alámerítette. Akki, a vízkimerítő, fiává fogadott, felnevelt engem, Akki, a vízkimerítő, bizony kertészévé tett engem. Kertész-voltom miatt Istar (istennő) bizony belém szeretett.” (Sarrukín legendája). I. e. 2295 körül a birodalomalapító Sarrukín meghalt.
Azonos néven szerepelnek még a történelemben I. Sarrukín (i. e. 1900 körül) és II. Sarrukín (i. e. 721–705) asszír uralkodók. Utóbbi nevéhez, a bibliai Szargonhoz fűződik Palesztina elfoglalása.

## Sarrukín utódai

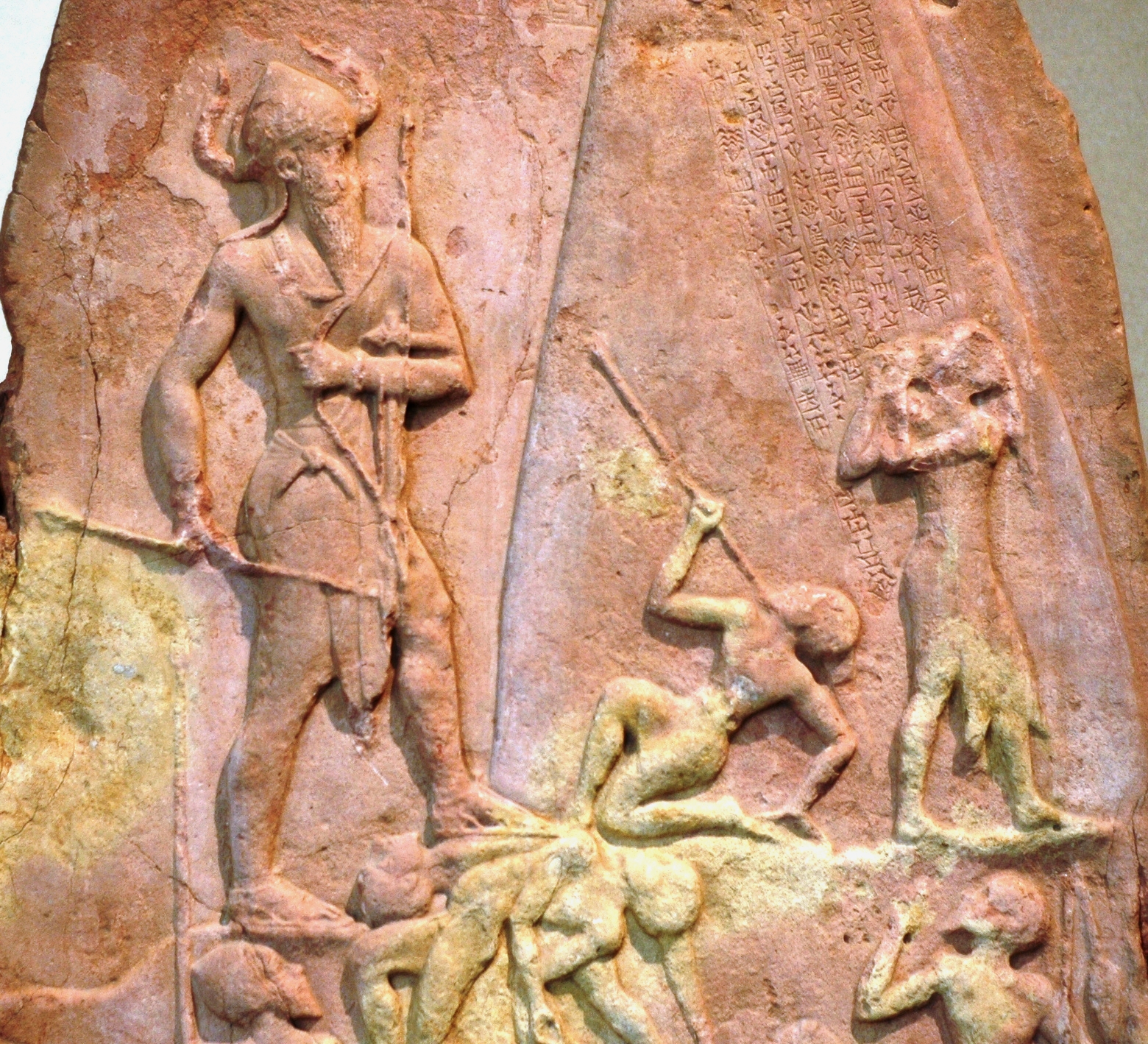
Narám-Szín sztéléje (Louvre)

Fiai, Rímus (ur. i. e. 2278-70) és Manistusu (ur. 2269-55) uralkodását a birodalom elleni felkelések és az ezek elleni sikeres harc jellemezte. A dinasztia másik jelentős uralkodója Sarrukín unokája, Narám-Szín (ur. i. e. 2254-18) volt, aki uralkodása majdnem minden évében vezetett hadjáratokat, s a birodalom területét a Sarrukín idejében meglevőnél nagyobbra terjesztette ki. Narám-Szín istenként való tisztelete vélhetően a központosított állam koncepciójának megvalósulásaként értelmezhető. Bár egy i. e. 2. évezredi irodalmi szöveg (Átok Agade fölött) Narám-Szín idejére teszi a birodalom bukását, egészen bizonyos, hogy az csak Sar-kali-sarri ur.(i. e. 2217-2193) uralkodása utánra tehető. A belső felkelésektől meggyengült, területileg egyre kisebb birodalmat végül is a keletről érkező guti törzsek támadása roppantotta össze. A térség városállamokra bomlott, nagyobb politikai egység csak mintegy száz év múlva, a III. uri dinasztia idejént jött létre újra.

## Kulturális változások
A sémi akkád birodalom létrejöttével kulturális változás is bekövetkezik Mezopotámiában. A sumer nyelv az akkáddal szemben visszaszorul, csak délen marad meg népnyelvként. A birodalom feliratai, gazdasági okmányai akkád nyelven íródtak, uralkodói akkád neveket viseltek. Vallási elképzelésekben a sumer és sémi istenségek összeolvadnak. A képzőművészeti alkotásokon először vonják be a történésbe háttérként a tájat. A Narám-Szín győzelmeit megörökítő faragott homokkősztélén kronológiai sorrendben ábrázolják az eseményeket, az egyes képsíkok részekre bontása nélkül.